# 可计算文档格式
可计算文档格式（CDF）是由 Wolfram Research 公司推出的一款公共电子文档格式，旨在帮助用户轻松实现文档内容的交互式处理，使用户能够轻松地进行文档创作。

## 功能
可计算文档格式支持多种文档元素，例如：滑块、菜单和按钮。在 GUI 交互下，内容使用嵌入式计算进行更新。内容可以包含格式化文本、表格、图像、声音和动画。CDF 支持 Mathematica 排版和技术符号。同时，CDF 文件还提供了页编号格式、结构化的下拉式布局以及幻灯片模式。用户可以通过层叠样式表控制文件的样式。

## 阅读
CDF 文件可以通过免费的 CDF Player 来阅读，CDF Player 可以从 Wolfram Research 公司网站上直接下载。与传统的静态格式（如 PDF）以及由格式本身提供的预生成互动内容（如 Adobe Flash）不同，CDF Player 包含完整的 Mathematica 运行时间库函数，以便在任何 Mathematica 可以描述的算法或者可视化图形下，通过与用户的互动，实时生成文档的具体内容。 这使得 CDF 格式的文件非常适用于科学、工程、其他技术内容 以及数字化教科书中。
在Microsoft Windows、Macintosh、 Linux 和 iOS 平台下都支持 CDF 阅读器。目前，Android 系统尚未提供相关支持。在 Internet Explorer、Mozilla Firefox、Google Chrome、Opera 和 Safari 下，都提供了 CDF 阅读器的浏览器插件支持，用户可以方便地将 CDF 内容嵌入 HTML 页面中。

## 创作
CDF 文件可以使用 Mathematica 创建。

## 用途
Pearson Education 出版社推出的电子书籍正是采用了这种可计算文档格式， 方便地提供了 Wolfram Demonstrations Project 的内容，并且为 Wolfram Alpha 提供客户端的互动支持。

## 参阅
- Wolfram Research
- CDF Player